# Гало-эффект
Гало-эффект (эффект ореола; halo effect, от англ. halo — ореол, сияние и лат. effectus — действие, результат) — когнитивное искажение, результат воздействия общего впечатления о чём-либо (явлении, человеке, вещи) на восприятие его частных особенностей. Примером может служить впечатление, что у людей с привлекательной внешностью большие умственные способности.
Эдвард Торндайк первым привёл экспериментальные доказательства гало-эффекта.
В управлении персоналом гало-эффект является источником ошибок в оценке личности, когда наблюдатель пользуется лишь первым впечатлением или запоминающейся чертой в оценке индивидуальности.
Эффект ореола в сфере бизнес-анализа описан Филом Розенцвейгом в книге «Эффект ореола… и другие восемь иллюзий, вводящие менеджеров в заблуждение» ISBN 978-0-7432-9125-5, 2007 год).